# Cușmed, Harghita
Cușmed (în maghiară Küsmöd) este un sat în comuna Atid din județul Harghita, Transilvania, România.

## Personalități
- György Kovacs (1911 - 1990), scriitor și demnitar comunist

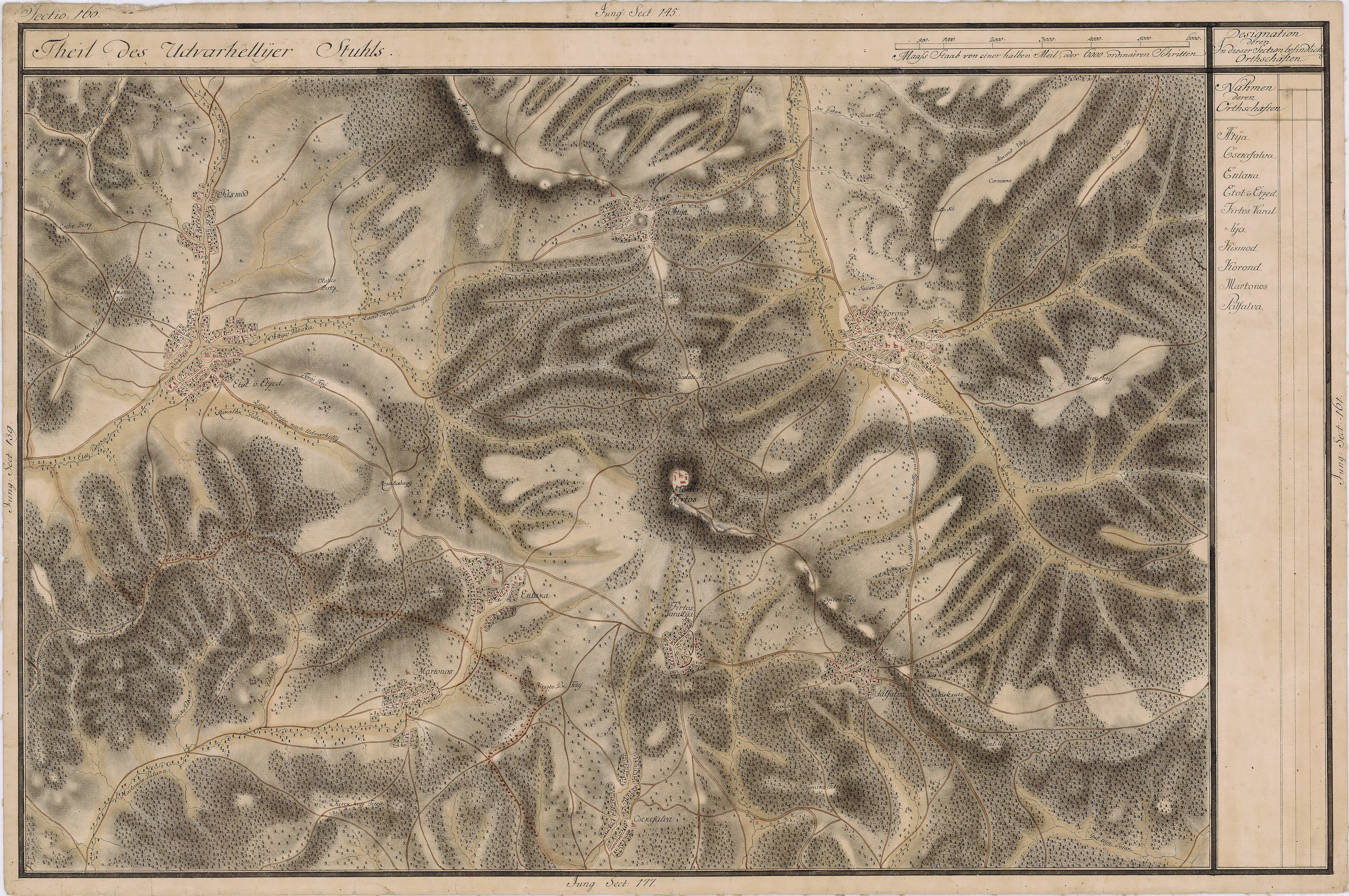
Cușmed în Harta Iosefină a Transilvaniei, 1769-73

## Monumente
- Biserica reformată din Cușmed, inițial romano-catolică, monument din sec. al XIII-lea

## Imagini

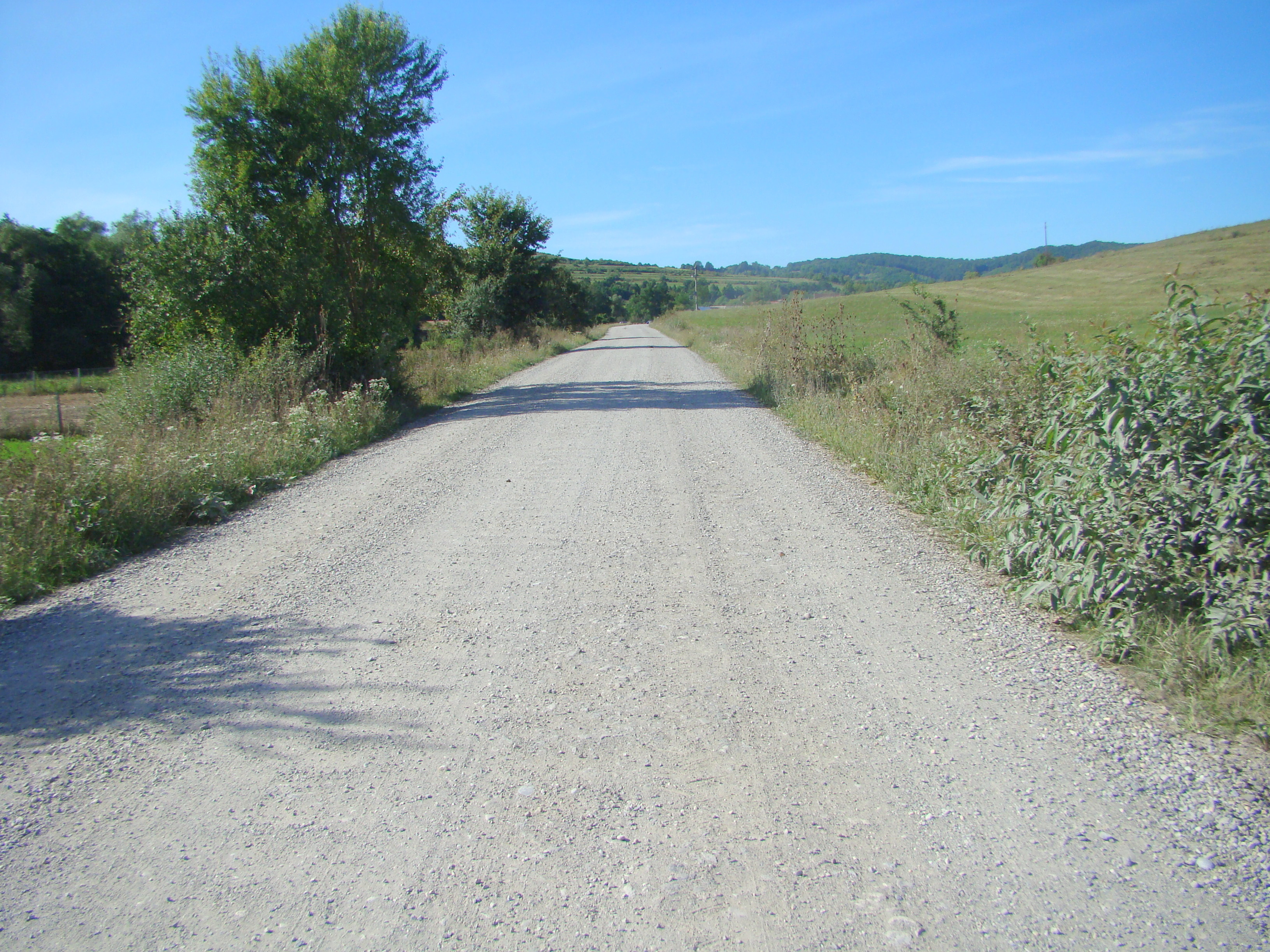
Drumul Atid-Cușmed
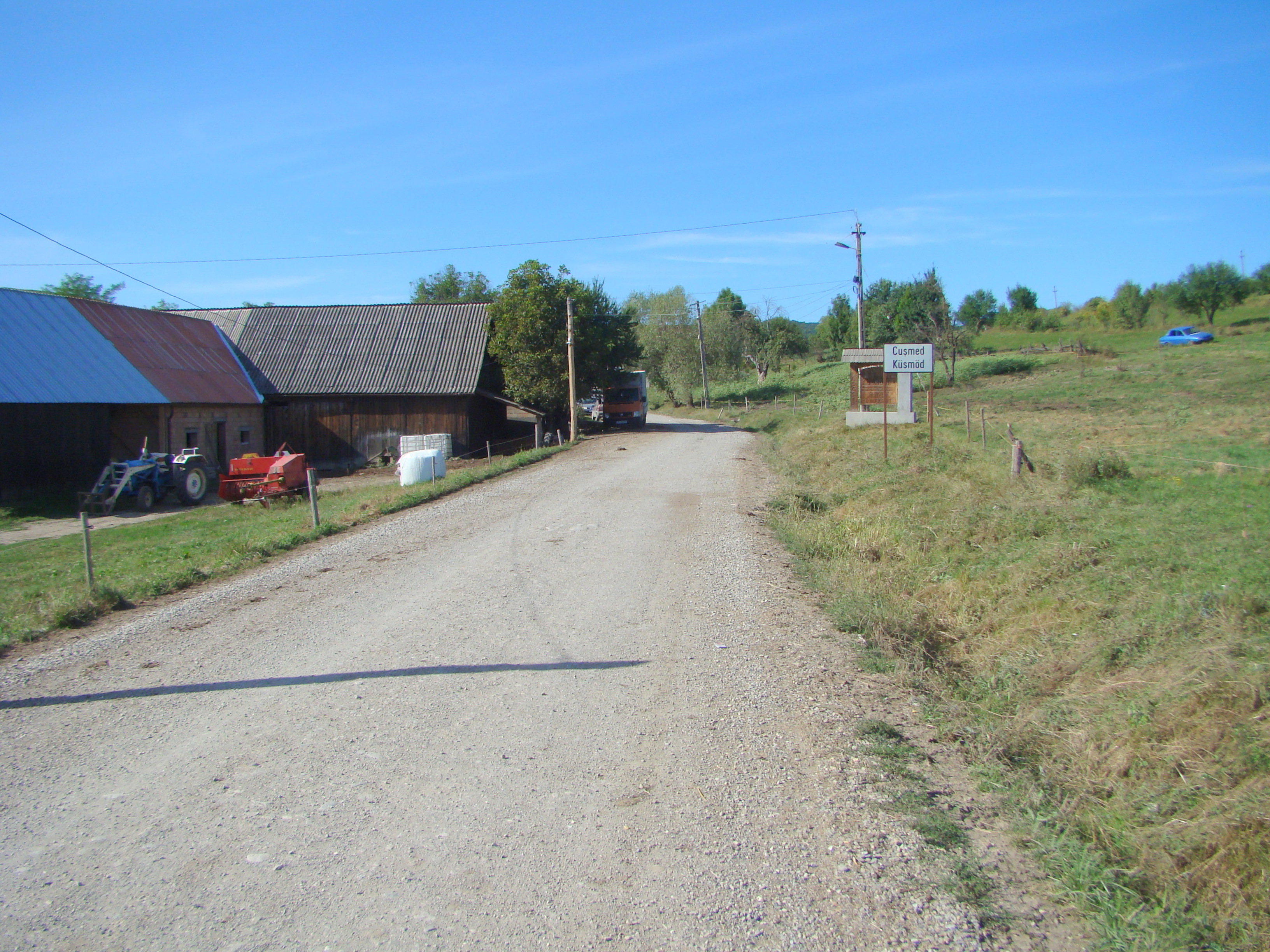
Intrarea în satul Cușmed
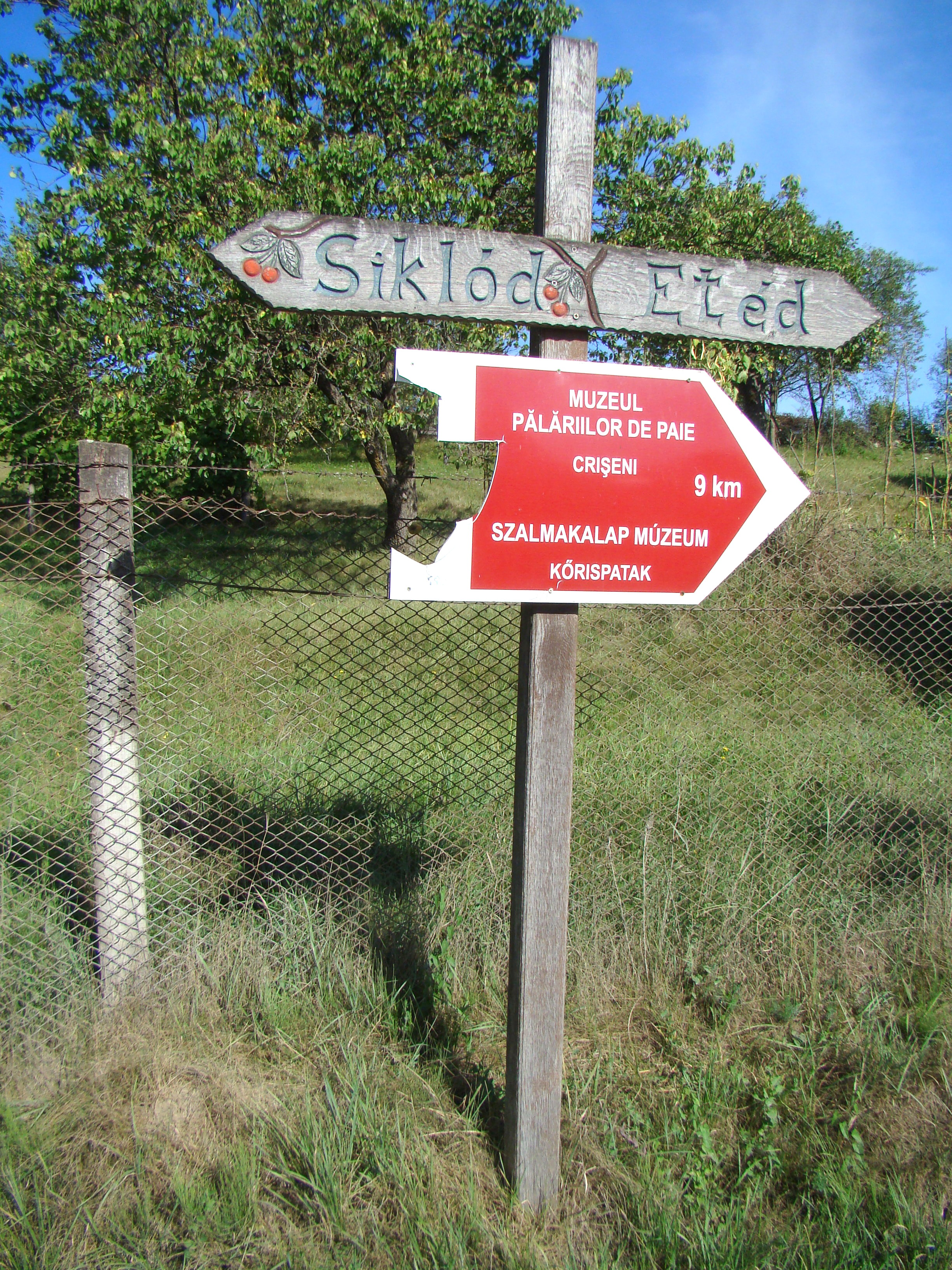
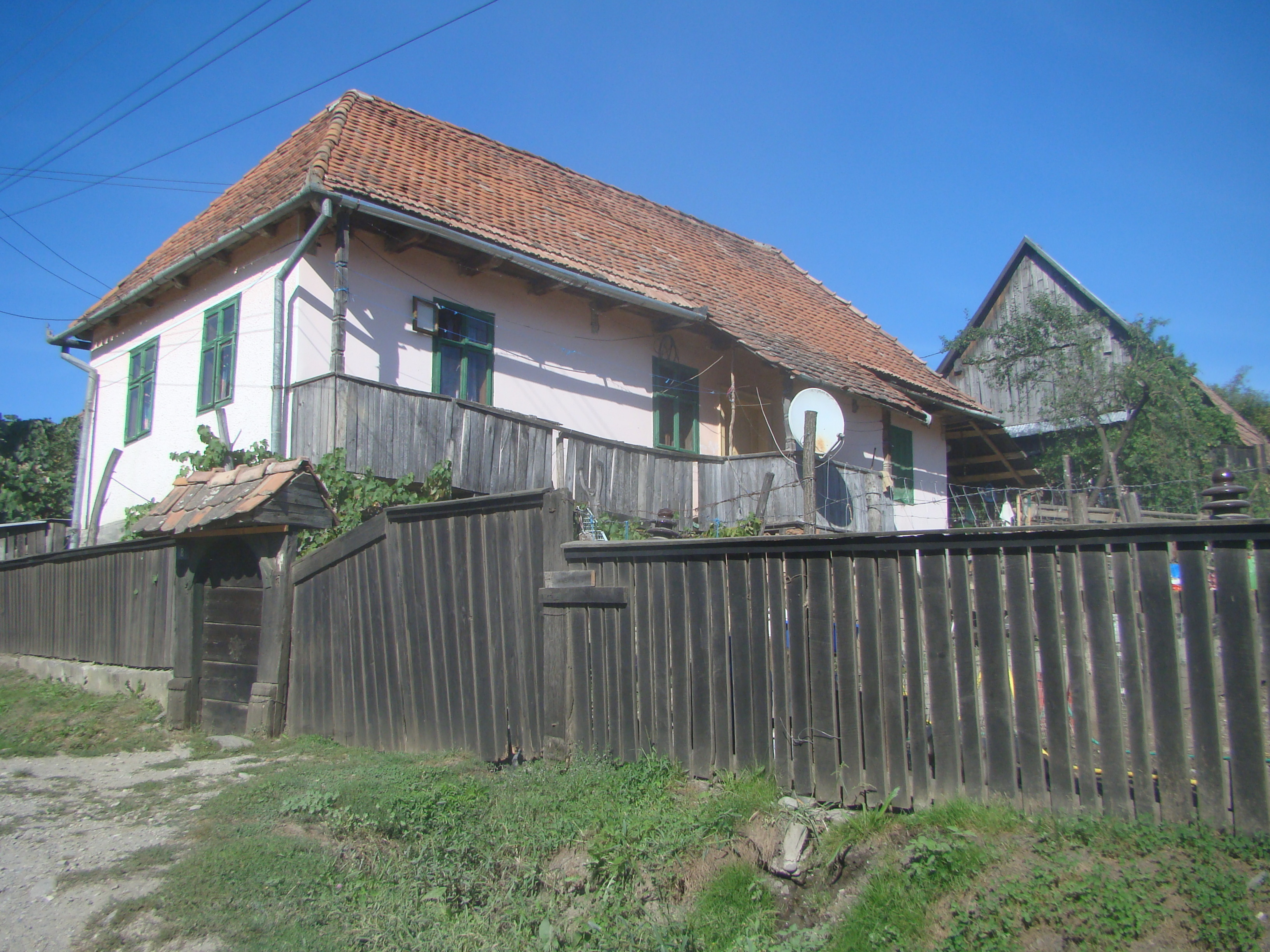
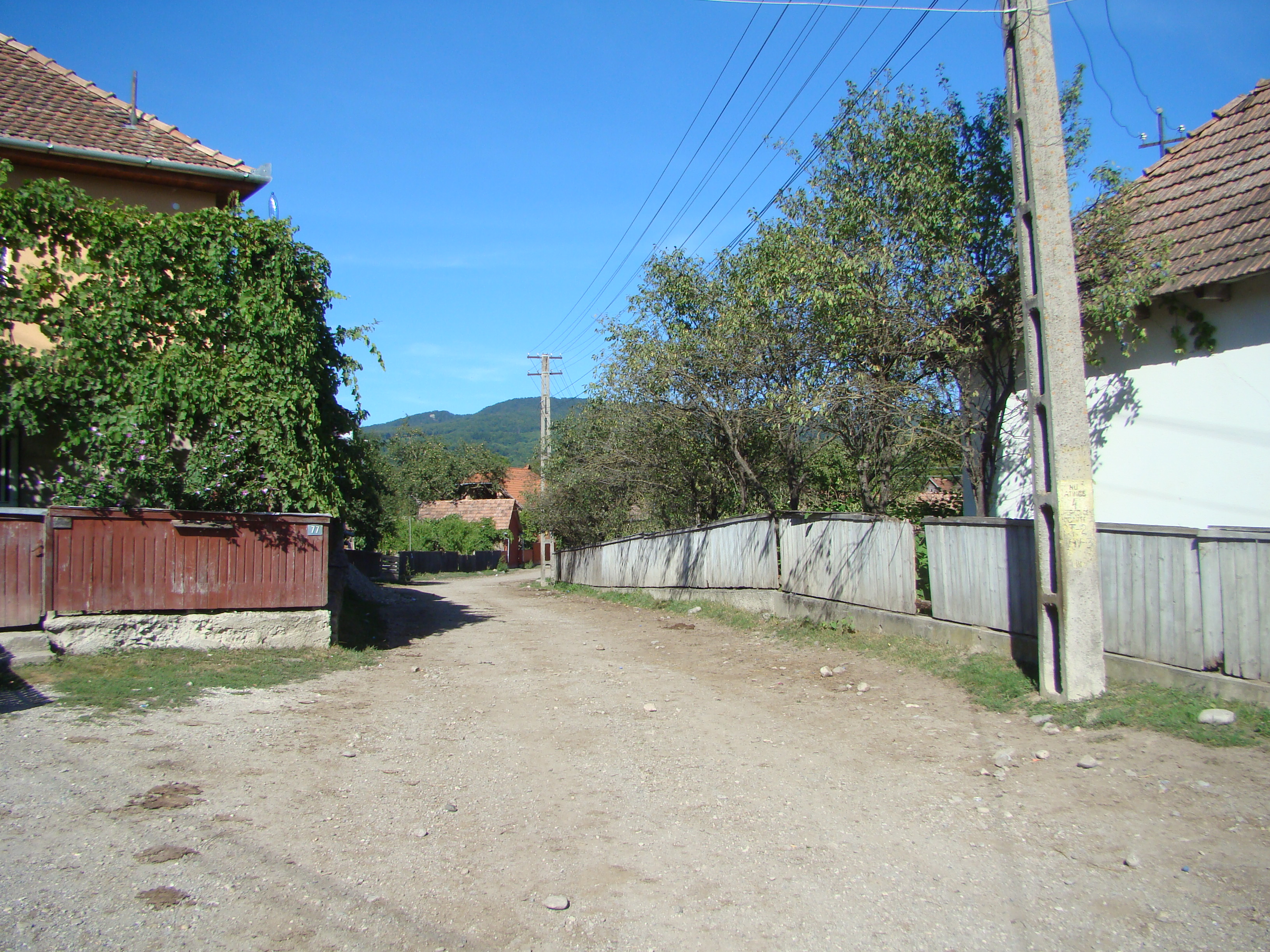
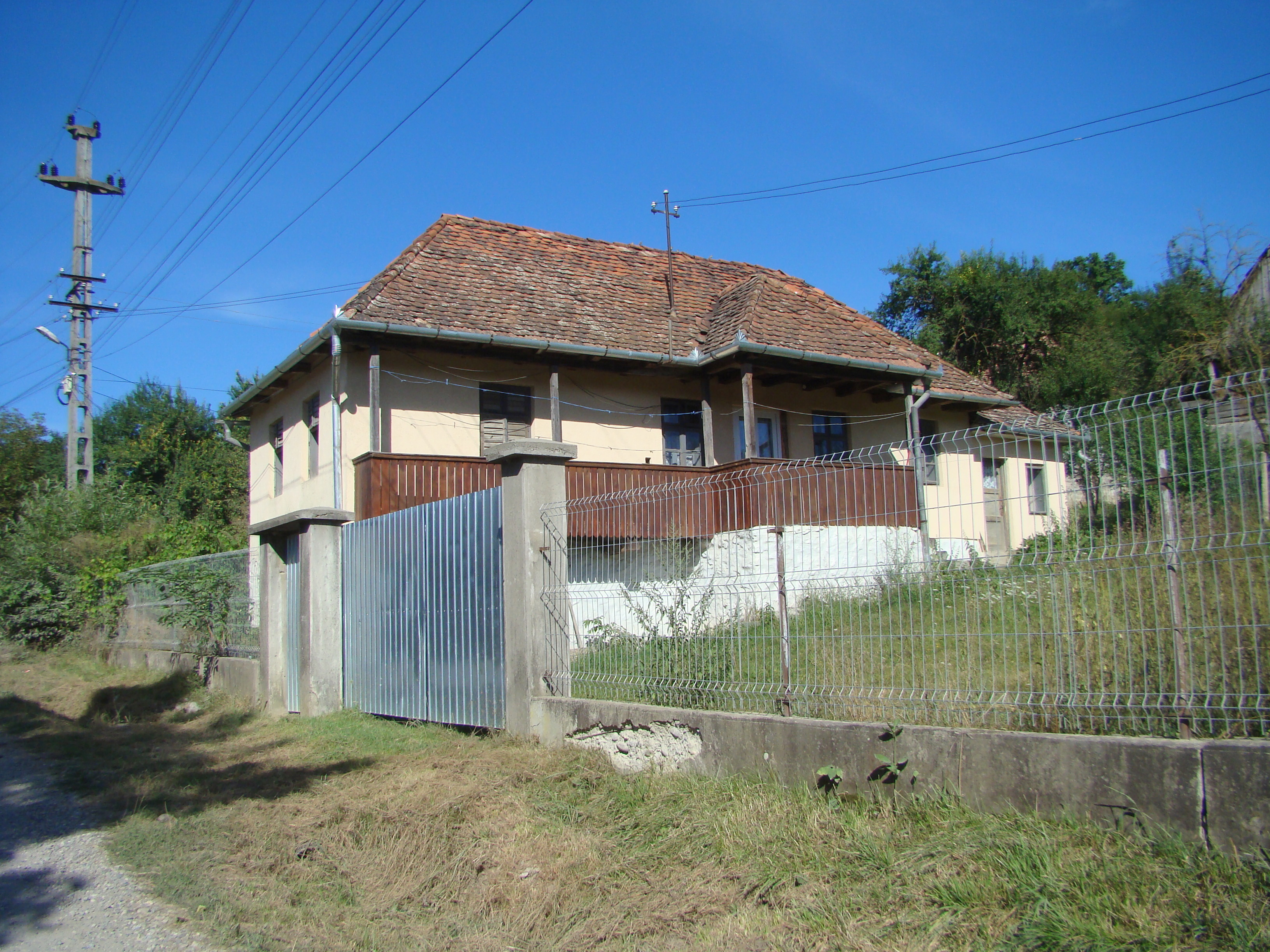
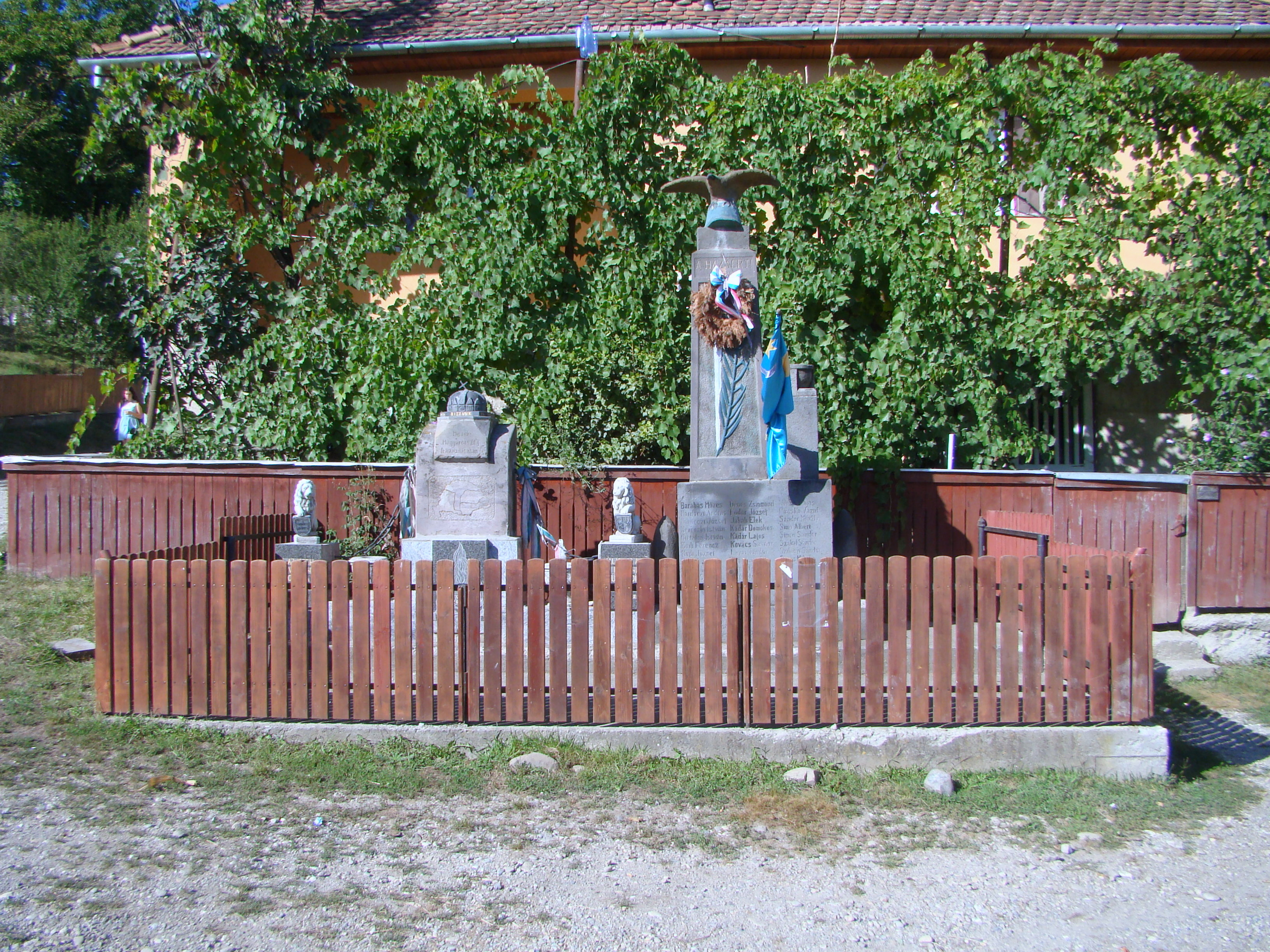
Monumentul eroilor
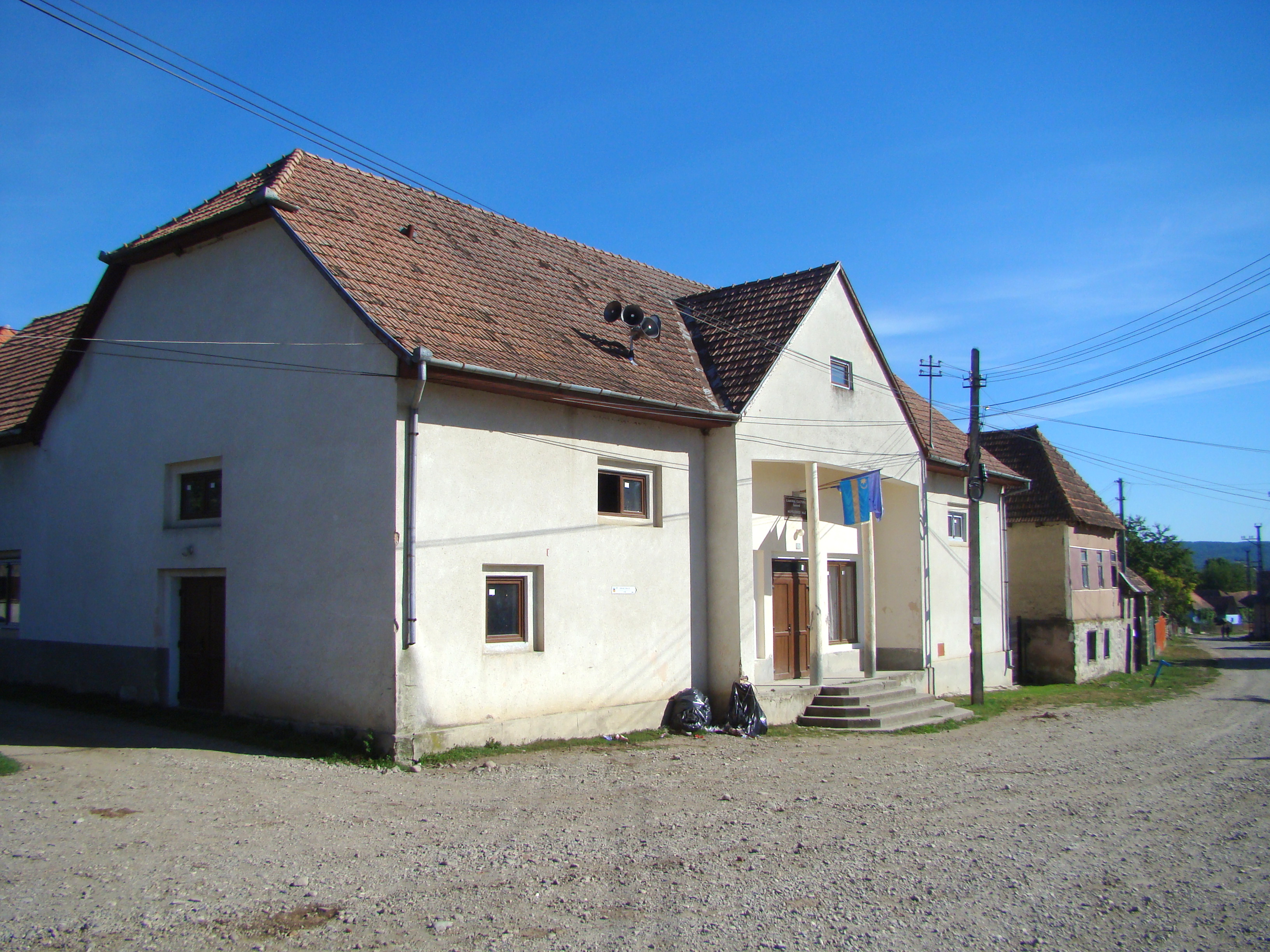
Căminul cultural
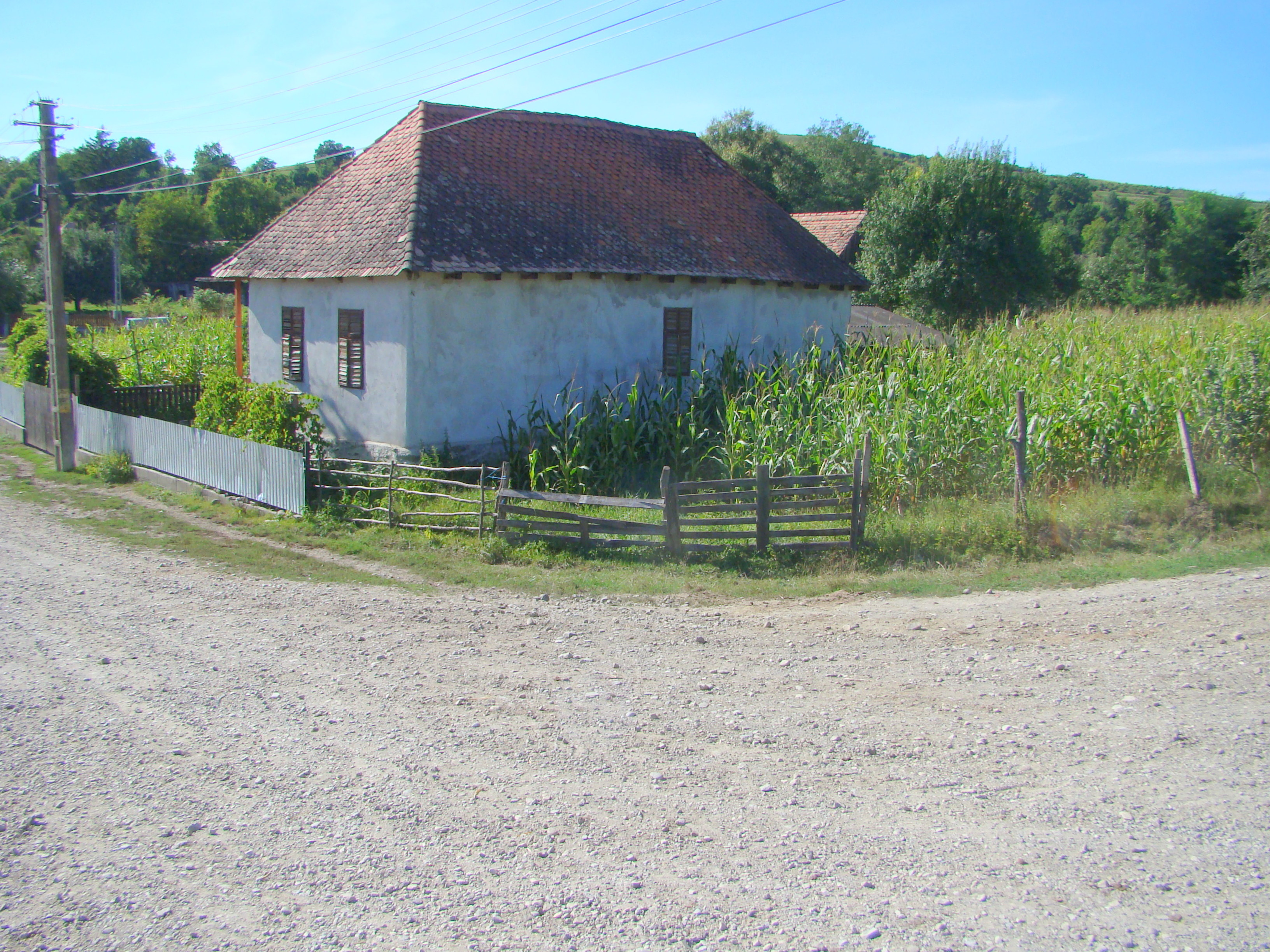
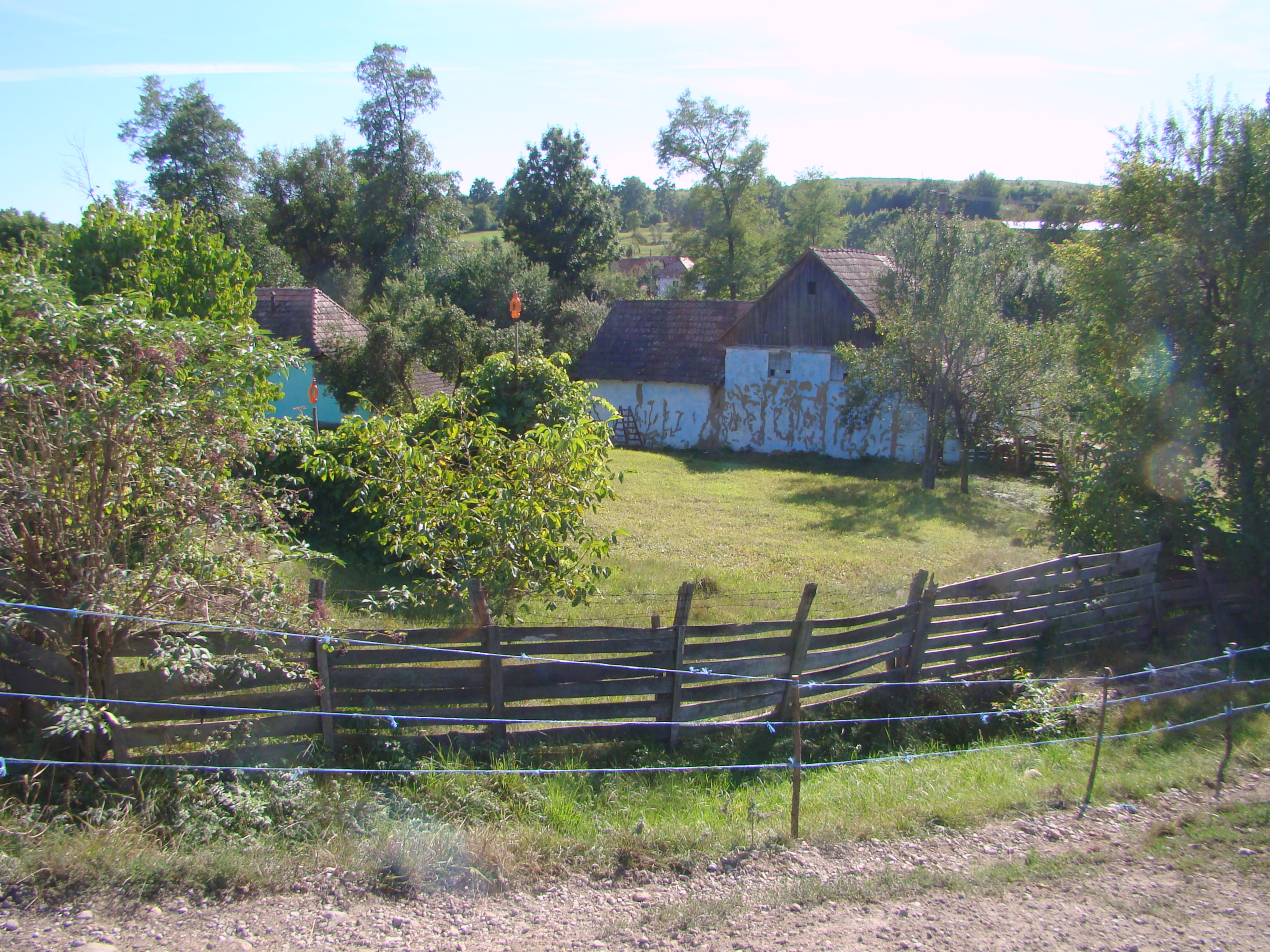
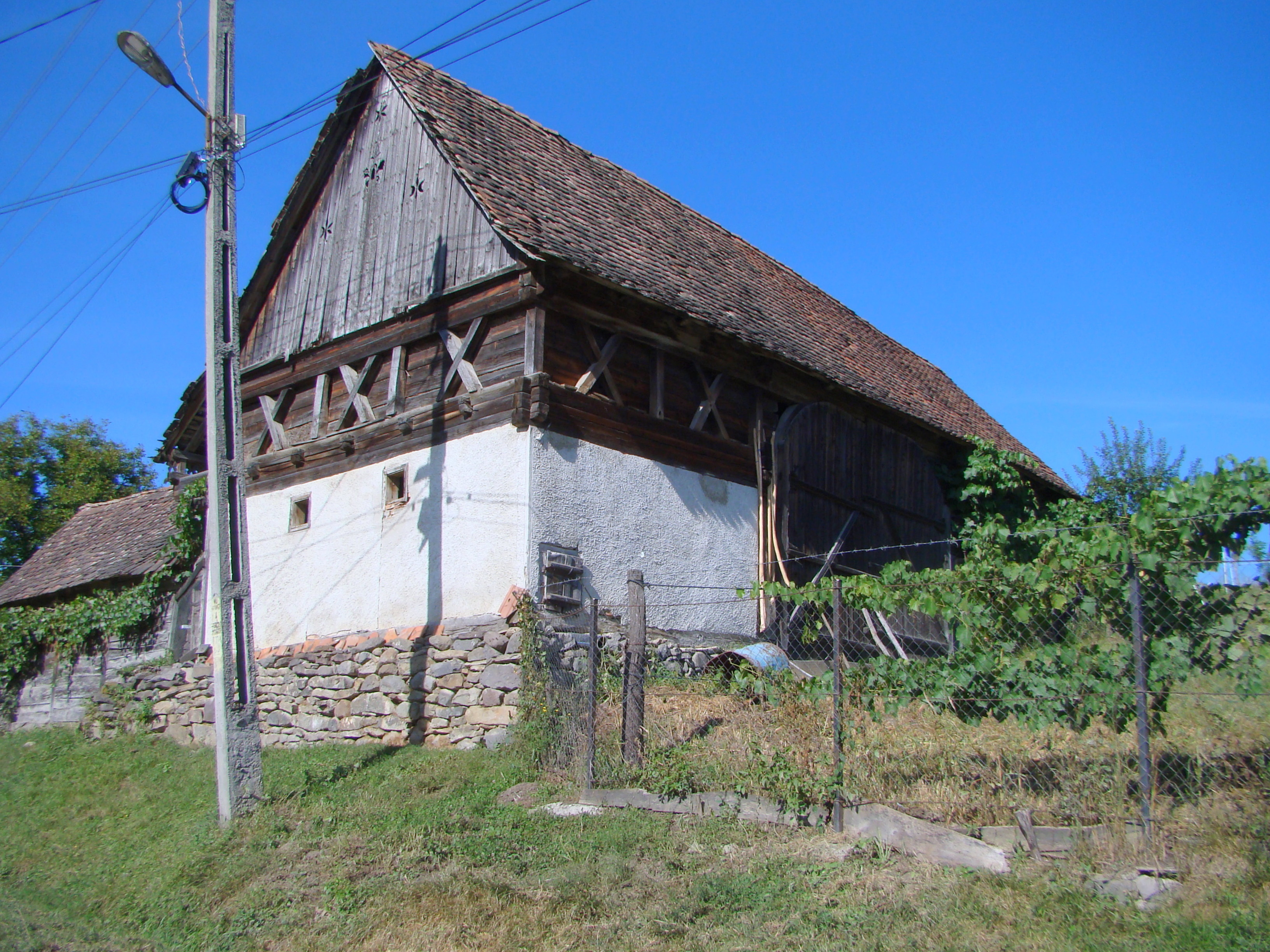
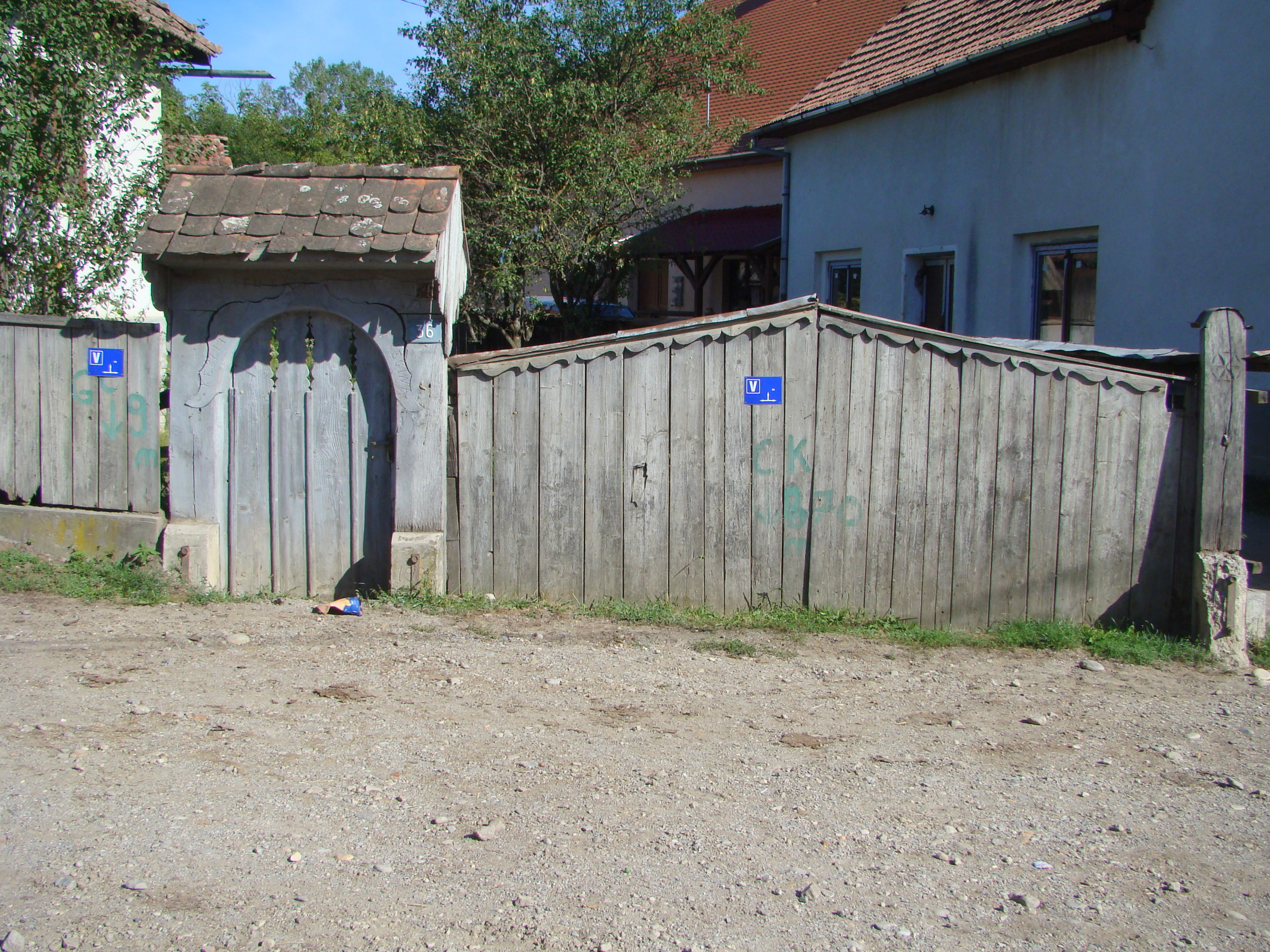
Poartă de lemn
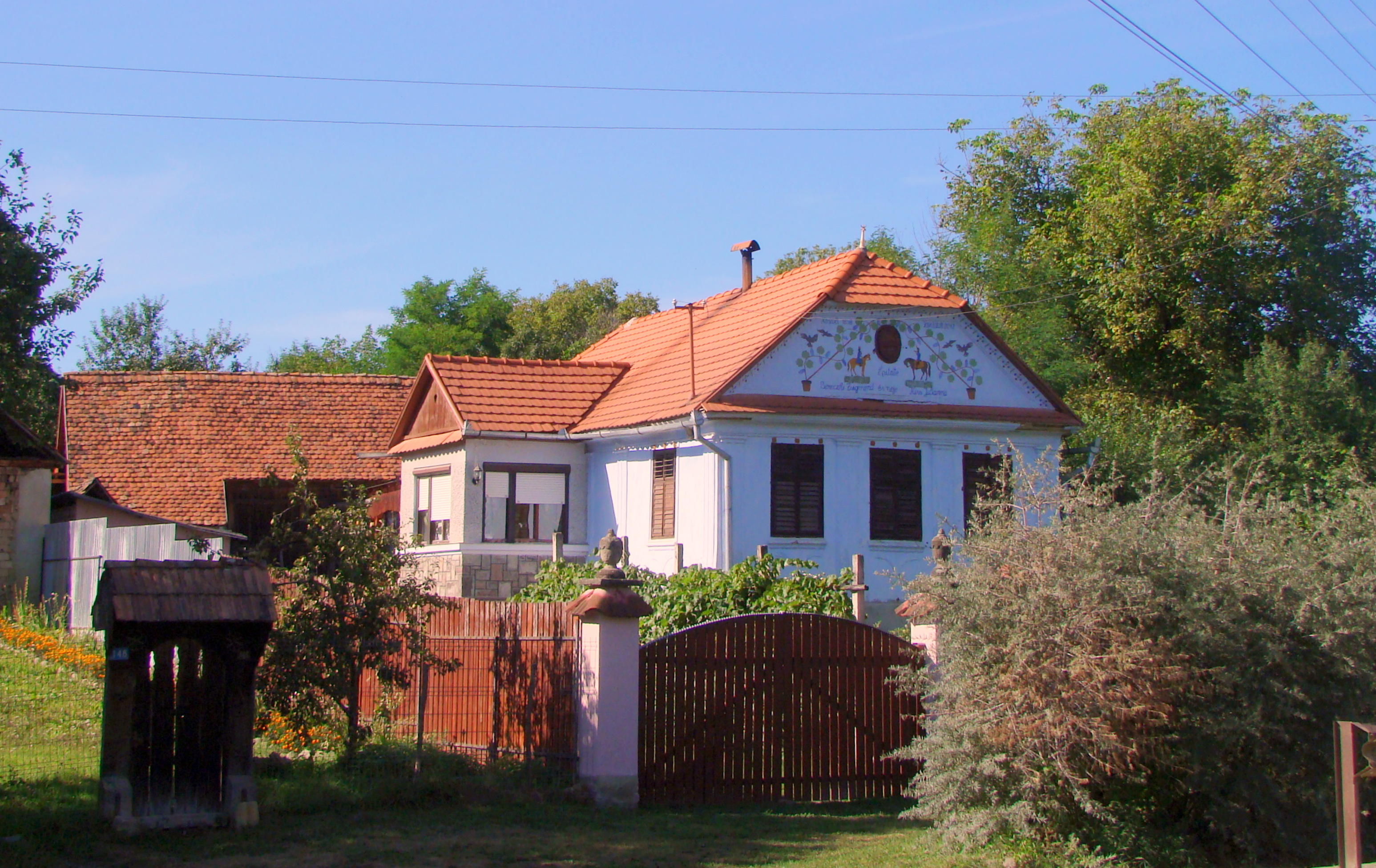
Casa olarului Bereczki Zsigmond (monument istoric)
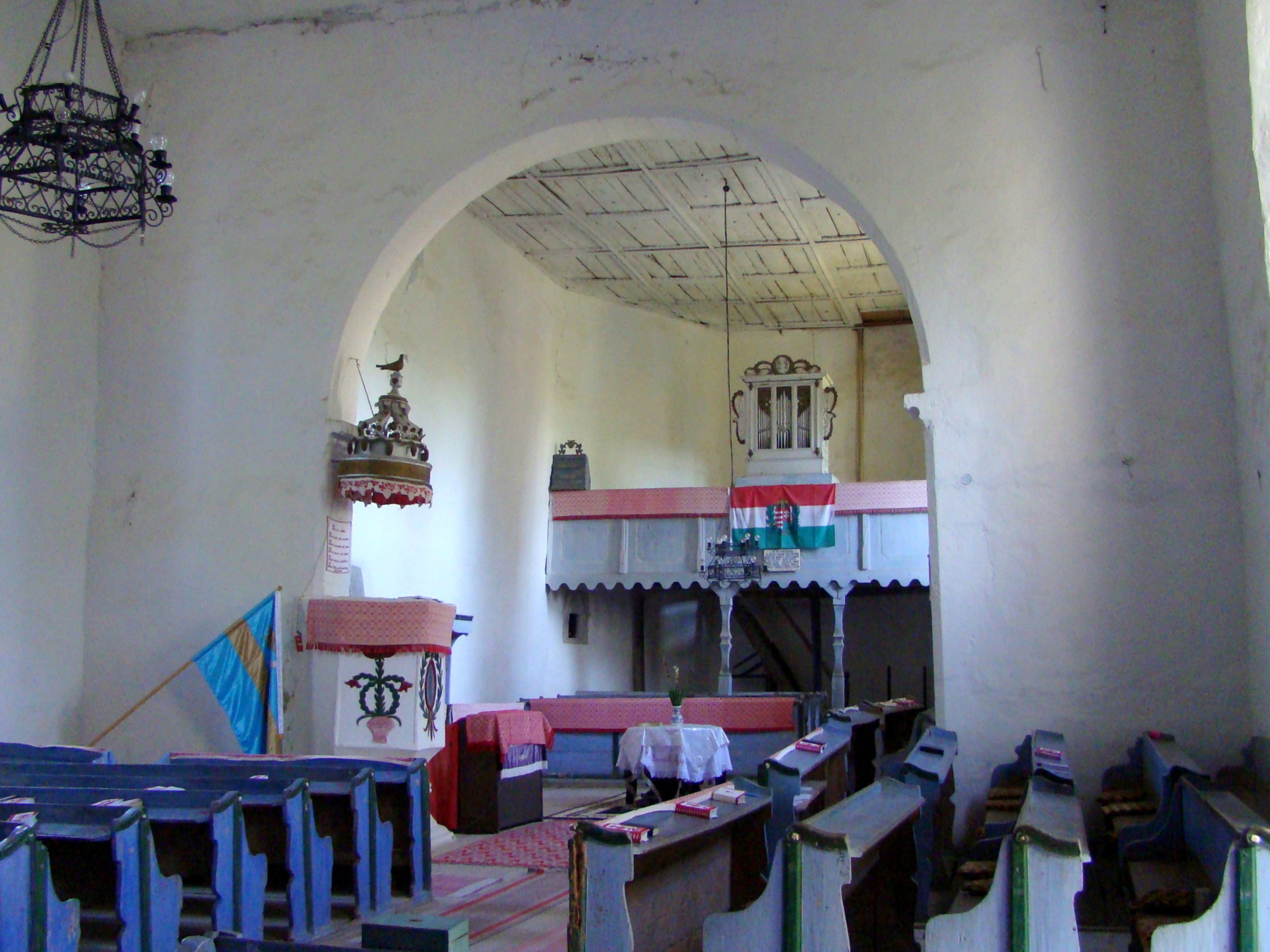
Biserica reformată (monument istoric)
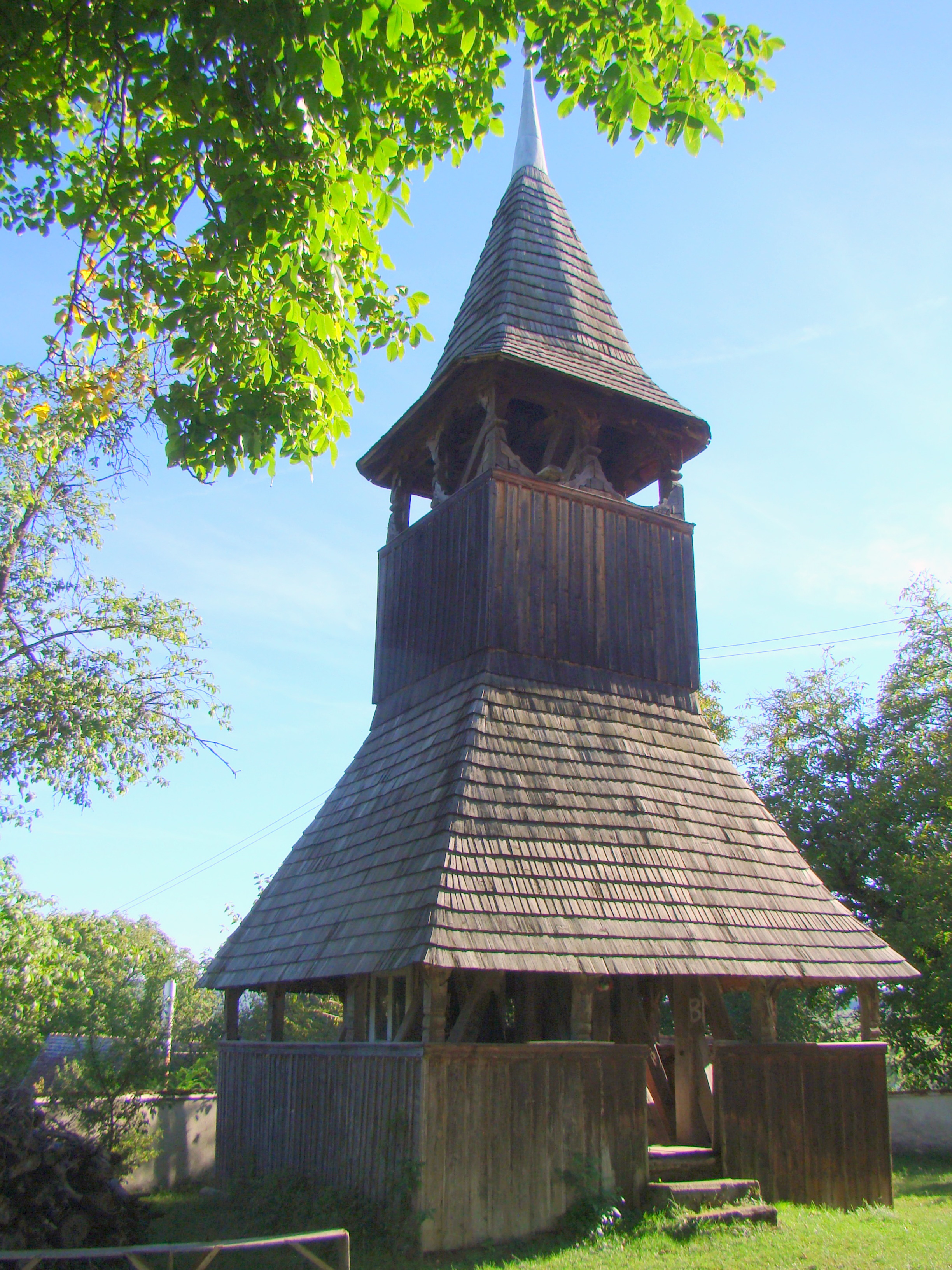
Clopotniţa de lemn (monument istoric)
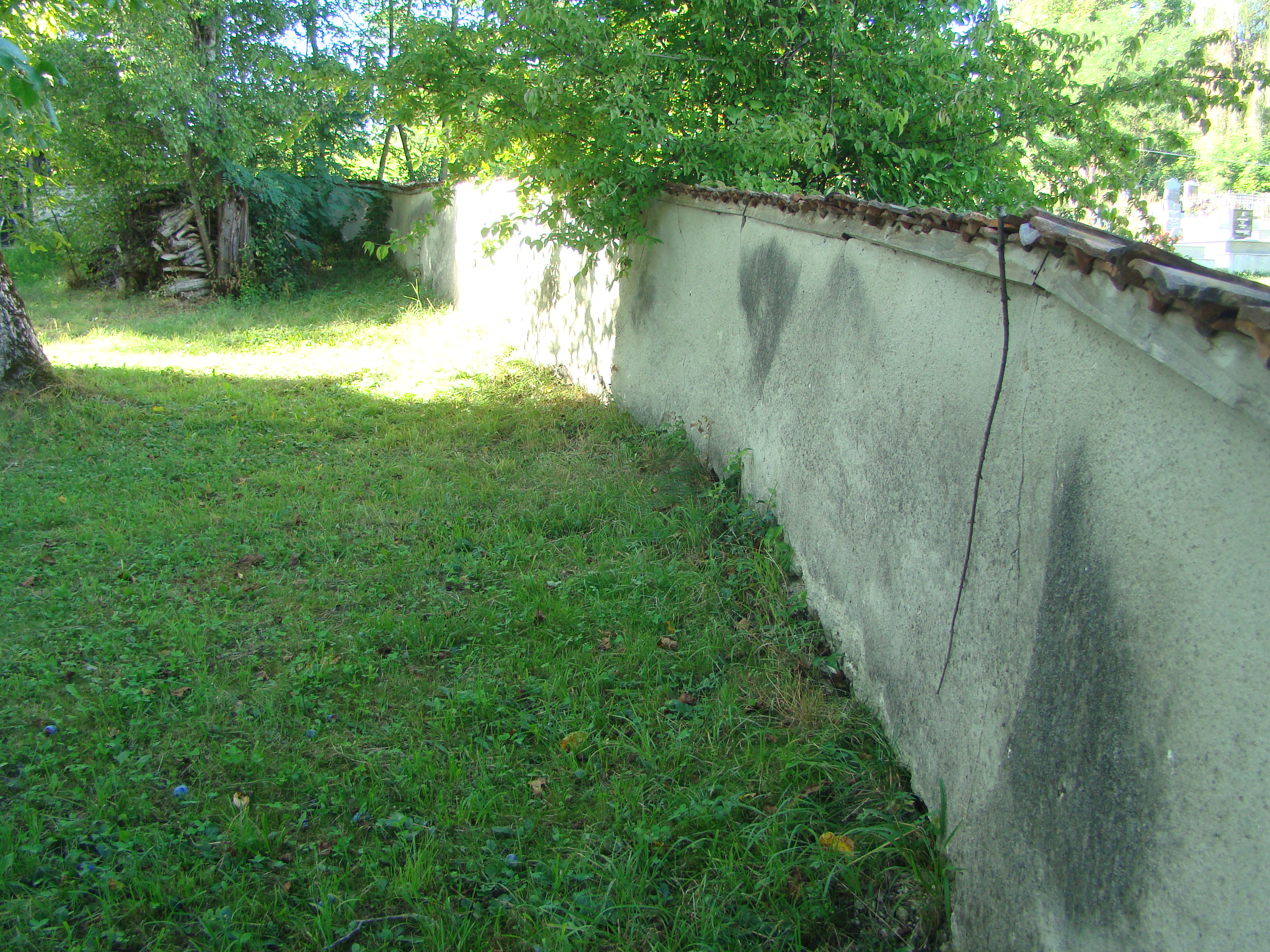
Zidul de incintă (monument istoric)
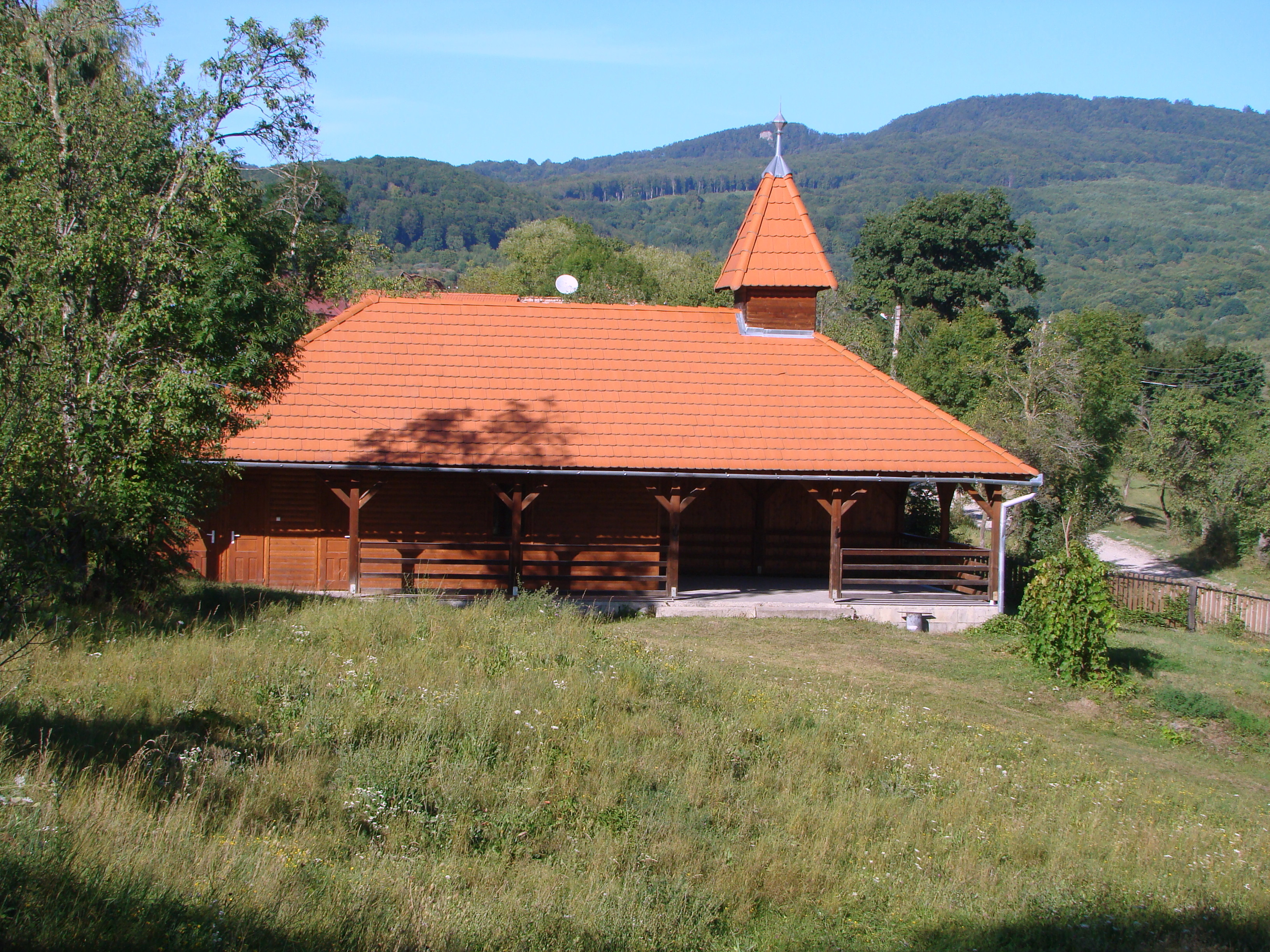
Capela reformată

 Acest articol despre o localitate din județul Harghita este deocamdată un ciot. Puteți ajuta Wikipedia prin completarea lui.